# وان رینن
وان رینن (به لاتین: Van Reenen) یک شهرک در آفریقای جنوبی است که در Emnambithi-Ladysmith Local Municipality واقع شده‌است.

## خصوصیات
وان رینن ۰٫۴۸ کیلومترمربع مساحت و ۷۸ نفر جمعیت دارد و ۱٬۶۸۰ متر بالاتر از سطح دریا واقع شده‌است.

## نگارخانه

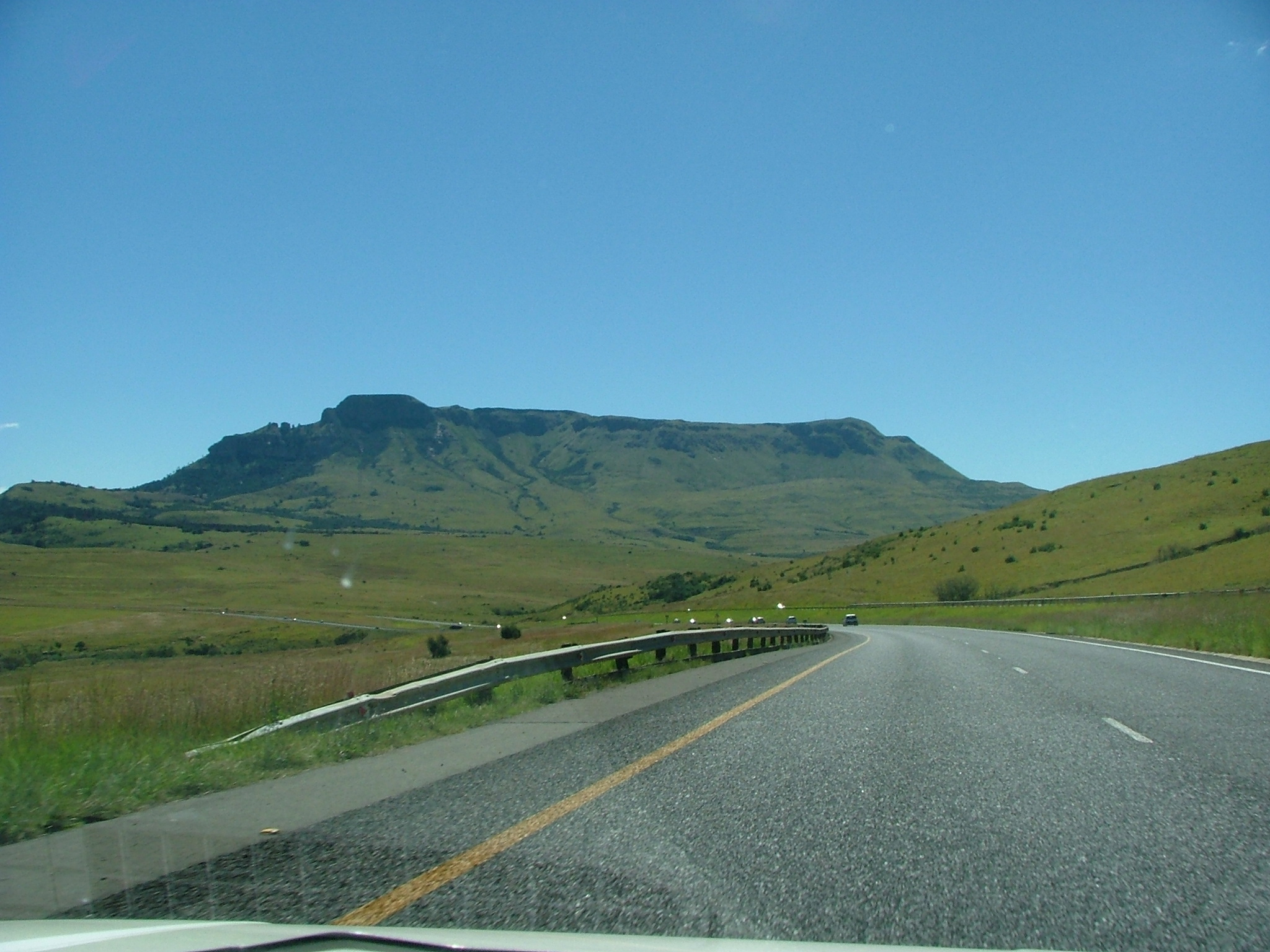